# Altekma Spor Kulübü 2020-2021
Questa voce raccoglie le informazioni riguardanti l'Altekma Spor Kulübü nelle competizioni ufficiali della stagione 2020-2021.

## Organigramma societario
Area direttiva
- Presidente: Melih Sebastien Durmuş

Area tecnica
- Allenatore: Levent Matmeriçli
- Allenatore in seconda: Ahmet Yalçın
- Assistente allenatore: Ömer Tok
- Scoutman: Mehmet Gürüler

## Rosa
| N° | Nome               | Ruolo | Data di nascita   | Nazionalità sportiva |
| -- | ------------------ | ----- | ----------------- | -------------------- |
| 1  | Kaan Gürbüz        | O     | 16 agosto 2001    | Turchia              |
| 4  | Berkant Mit        | S     | 30 agosto 2001    | Turchia              |
| 5  | Hüseyin Şahin      | L     | 5 settembre 1998  | Turchia              |
| 6  | Arda Bostan        | P     | 13 gennaio 2002   | Turchia              |
| 7  | Ahmet Tümer        | C     | 15 settembre 2001 | Turchia              |
| 8  | Eren Öner          | P     | 9 aprile 1989     | Turchia              |
| 8  | Muhammet Kaya      | P     | 7 febbraio 1995   | Turchia              |
| 9  | Mehmet Hacıoğlu    | S     | 29 maggio 1995    | Turchia              |
| 10 | Mehmet Özbek       | L     | 11 luglio 1984    | Turchia              |
| 11 | Cansın Çınar       | C     | 13 febbraio 1990  | Turchia              |
| 12 | Hamit Mandıracı    | S     | 10 aprile 1995    | Turchia              |
| 13 | Daniel de Oliveira | S     | 21 agosto 1997    | Brasile              |
| 14 | Maksim Buculjević  | P     | 20 settembre 1991 | Serbia               |
| 17 | Oğuzhan Tarakçı    | O     | 23 aprile 1993    | Turchia              |
| 18 | Hugo Hamacher      | S     | 13 aprile 1991    | Brasile              |
| 19 | Emir Pınar         | C     | 20 agosto 2001    | Turchia              |
| 20 | Emre Tayaz         | C     | 20 marzo 1998     | Turchia              |

## Statistiche

### Statistiche di squadra
| Competizione     | Punti | In casa | In casa | In casa | In trasferta | In trasferta | In trasferta | Totale | Totale | Totale |
| Competizione     | Punti | G       | V       | P       | G            | V            | P            | G      | V      | P      |
| ---------------- | ----- | ------- | ------- | ------- | ------------ | ------------ | ------------ | ------ | ------ | ------ |
| Efeler Ligi      | 42    | 17      | 9       | 8       | 17           | 7            | 10           | 34     | 16     | 18     |
| Coppa di Turchia | 5     | 0       | 0       | 0       | 1            | 1            | 0            | 4      | 2      | 2      |
| Totale           | -     | 17      | 9       | 8       | 18           | 8            | 10           | 38     | 18     | 20     |

G = partite giocate; V = partite vinte; P = partite perse

### Statistiche dei giocatori
| Giocatore      | Campionato | Campionato | Campionato | Campionato | Campionato | Coppa di Turchia | Coppa di Turchia | Coppa di Turchia | Coppa di Turchia | Coppa di Turchia | Totale | Totale | Totale | Totale | Totale |
| Giocatore      | P          | PT         | AV         | MV         | BV         | P                | PT               | AV               | MV               | BV               | P      | PT     | AV     | MV     | BV     |
| -------------- | ---------- | ---------- | ---------- | ---------- | ---------- | ---------------- | ---------------- | ---------------- | ---------------- | ---------------- | ------ | ------ | ------ | ------ | ------ |
| A. Bostan      | 10         | 1          | 1          | 0          | 0          | 3                | 9                | 3                | 3                | 3                | 13     | 10     | 4      | 3      | 3      |
| M. Buculjević  | 33         | 86         | 26         | 41         | 19         | -                | -                | -                | -                | -                | 33     | 86     | 26     | 41     | 19     |
| C. Çınar       | 15         | 35         | 28         | 4          | 3          | 1                | 0                | 0                | 0                | 0                | 16     | 35     | 28     | 4      | 3      |
| D. de Oliveira | 15         | 170        | 149        | 15         | 6          | -                | -                | -                | -                | -                | 15     | 170    | 149    | 15     | 6      |
| K. Gürbüz      | 27         | 288        | 241        | 29         | 18         | 2                | 30               | 28               | 2                | 0                | 29     | 318    | 269    | 31     | 18     |
| M. Hacıoğlu    | 29         | 173        | 154        | 10         | 9          | 3                | 28               | 22               | 3                | 3                | 32     | 201    | 176    | 13     | 12     |
| H. Hamacher    | 33         | 449        | 405        | 32         | 13         | 3                | 36               | 31               | 4                | 1                | 36     | 485    | 436    | 36     | 14     |
| M. Kaya        | 9          | 5          | 1          | 0          | 4          | -                | -                | -                | -                | -                | 9      | 5      | 1      | 0      | 4      |
| H. Mandıracı   | 11         | 22         | 16         | 4          | 2          | 2                | 4                | 3                | 0                | 1                | 13     | 26     | 19     | 4      | 3      |
| B. Mit         | 21         | 25         | 16         | 5          | 4          | 1                | 1                | 1                | 0                | 0                | 22     | 26     | 17     | 5      | 4      |
| E. Öner        | 0          | 0          | 0          | 0          | 0          | 0                | 0                | 0                | 0                | 0                | 0      | 0      | 0      | 0      | 0      |
| M. Özbek       | 32         | 0          | 0          | 0          | 0          | 3                | 0                | 0                | 0                | 0                | 35     | 0      | 0      | 0      | 0      |
| E. Pınar       | 10         | 31         | 19         | 11         | 1          | 2                | 0                | 0                | 0                | 0                | 12     | 31     | 19     | 11     | 1      |
| H. Şahin       | 32         | 0          | 0          | 0          | 0          | 1                | 0                | 0                | 0                | 0                | 33     | 0      | 0      | 0      | 0      |
| O. Tarakçı     | 27         | 348        | 300        | 34         | 14         | 3                | 47               | 40               | 7                | 0                | 30     | 395    | 340    | 41     | 14     |
| E. Tayaz       | 28         | 175        | 113        | 53         | 9          | 3                | 17               | 13               | 4                | 0                | 31     | 192    | 126    | 57     | 9      |
| A. Tümer       | 32         | 282        | 181        | 90         | 11         | 3                | 43               | 27               | 11               | 5                | 35     | 325    | 208    | 101    | 16     |

P = presenze; PT = punti totali; AV = attacchi vincenti; MV = muri vincenti; BV = battute vincenti